# Балтаси
Балтаси́ — посёлок городского типа, административный центр городского поселения посёлок городского типа Балтаси и Балтасинского района Республики Татарстан России.

## География
Посёлок расположен на правом берегу реки Шошма (приток Вятки), в 105 км к северо-востоку от Казани.
Расстояние до ближайшей железнодорожной станции Шемордан — 25 км, до речного порта города Малмыж Кировской области — 40 км.

## Этимология
Название поселения Балтаси произошло от тюркского личного имени Балта, что означает «топор», а окончание -си является древним булгарским топонимическим формантом.

## История
Основано в начале XVII века, также было известно как Акманова Пустошь.
В XVII—XVIII веках местные жители являлись государственными крестьянами, занимались земледелием и скотоводством.
До 1920 года село являлось центром Балтасинской волости Казанского уезда Казанской губернии. С 1920 года находилось в составе Арского кантона Татарской АССР. С 10 августа 1930 года входило в состав Тюнтерского района, с 2 марта 1932 года — центр Балтасинского района, с 1 февраля 1963 года — в Арском районе, с 12 января 1965 года после воссоздания Балтасинского района вновь является районным центром.
Имеет статус посёлка городского типа с 2004 года.

## Население
| 1959  | 1970  | 1979  | 1989  | 2002  | 2006  | 2007  |
| ----- | ----- | ----- | ----- | ----- | ----- | ----- |
| 2201  | ↗2947 | ↗3924 | ↗5064 | ↗6996 | ↗7392 | ↗7457 |
| 2009  | 2010  | 2011  | 2012  | 2013  | 2014  | 2015  |
| ↗7508 | ↗7711 | ↗7723 | ↗7814 | ↗7923 | ↗8071 | ↗8115 |
| 2016  | 2017  | 2018  | 2019  | 2020  | 2021  |       |
| ↗8198 | ↗8241 | ↗8288 | ↘8246 | ↗8271 | ↘8180 |       |

## Экономика
Действуют предприятия лёгкой и пищевой промышленности: маслодельно-молочный комбинат, хлебокомбинат.